# Aéroport international de Maroua Salak
L’aéroport international de Maroua-Salak (code IATA : MVR • code OACI : FKKL) est un aéroport camerounais situé desservant la ville de Maroua, dans la région de l'Extrême-Nord. En décembre 2012, le ministre des transports Robert Nkili a annoncé qu'il deviendrait le 4e aéroport international du pays en 2013, avec ceux de Yaoundé-Nsimalen, Douala et Garoua.

## Historique
Un premier aérodrome fut construit à Maroua ville en 1949. L'approche difficile avec le relief des collines de Maroua et Makabei pousse, en 1951, à la construction d'un autre aérodrome à Maroua Salak, où le terrain était bien plus favorable à la réalisation d'une piste.
Ce qui a permis à la région de Maroua de développer son transport de cultures et de bétail vers les autres régions.
Jusqu’ici considéré comme un aéroport secondaire destiné aux vols intérieurs, l’aéroport de Maroua Salak, sera ouvert au trafic aérien intercontinental à l’issue des opérations de mise aux normes de l’aéroport de Maroua-Salak.[Quand ?]
La décision d’ériger l’aéroport de Maroua-Salak en une plateforme internationale découle de la volonté de plusieurs compagnies aériennes internationales de desservir cette ville camerounaise. Il en est ainsi de Turkish Airlines, qui a manifesté l’intention d’ouvrir la desserte de Maroua, qui abrite les sites touristiques comme le parc national de Waza.[Quand ?]

## Situation
| \| 100 km1:12 607 000 \| Garoua Maroua Ngaoundéré Yaoundé-Ville Yaoundé-Nsimalen Douala Bamenda Bafoussam Ngola Koutaba Kika Mvomeka'a |
| 100 km1:12 607 000 |

### Travaux
L’Autorité aéronautique (CCAA) du Cameroun devra procéder au rallongement de la piste d’atterrissage d’au moins 700 mètres, pour la porter à 2800 mètres, afin de permettre à la plateforme aéroportuaire de Maroua d’accueillir des avions tels que des Boeing 747 et des Airbus A340. 
La piste d’atterrissage a été entièrement refaite en 2007. 
Un balisage lumineux pour permettre l’atterrissage des avions de jour comme de nuit a été
installé. Un VOR permettant de localiser la position de l’aéronef ou de l’aéroport par rapport au sol est installé.
Selon la Cameroon Civil Aviation Authority, sa capacité est de 500 000 passagers et 20 000 tonnes de fret par an, mais il n’est utilisé qu'à 4%.

## Compagnies et destinations
| Compagnies | Destinations             |
| ---------- | ------------------------ |
| Camair-Co  | Douala, Yaoundé-Nsimalen |

Actualisé le 4/11/2023

## Statistiques
Pour des raisons techniques, il est temporairement impossible d'afficher le graphique qui aurait dû être présenté ici.

Voir la requête brute et les sources sur Wikidata.